# Українці Данії
Українці Данії — особи з українським громадянством або національністю, які перебувають на території королівства Данія. Задля збереження рідної мови та культури створено громадські організації, що співпрацюють з Посольством України в Данії.

## Історія
Початок формуванню української діаспори в Данії події після Першої світової війни, коли з українських земель окупованих Польщею та Росією почали виїздити вояки УНР, Української галицької армії, інтелігенція до країн Європи. Невеличка частка потрапляла до Данії, що тривалий час залишалася фактично нейтральною країною й менш економічно постраждалою.
Втім значна хвиля міграції відбулася після Другої світової війни, коли до Данії прибули борців з радянським режимом, а також колишні військовополонені, що не забажали повертатися до Радянського Союзу. Значний внесок в організацію українців в громаду зробила греко-католицька церква. 1946 року до Копенгагену прибув український греко-католицький священик о. Михайло Сивенький, який організував душпастирську опіку українців візантійського обряду. Він перебував у монастирі сестер св. Йосифа в Копенгагені та обслуговував місцеву українську громаду. Втім після смерті М.Сивенького у 1953 році цей процес перервався. Лише з початком 1960-х роках відновлено системну роботу в релігійній сфері.
Найбільша хвиля мігрантів-українців до Данії почалася після розпаду Радянського Союзу та постанням незалежної України. Багато серед них було жінок, представників інтелігенції, зокрема художник Сергій Святченко.
У 2005 році домовлено з католицьким єпископом Чеславом Козоном про постійну присутність українського священика в Данії. На весні 2007 року для потреб українців в Данії, на постійну душпастирську працю приїздить о. Василь Тихович. Від того часу о. Василь перейняв духовну опіку над українцями в королівстві Данії. В липні 2008 року, окрім громади Пресвятої Родини в місті Копенгаген, засновано громаду Пресвятої Трійці у місті Вайле. У квітні 2015 року засновано третю громаду душпастирства у м. Ольборг.
За різними підрахунками українців в Данії нараховують від 7,5 до 10 тис. осіб. Таке велике число зумовлене тим, що багато українців перебувають в Данії тимчасово, працюючи на фермах упродовж 2-3 років, згідно з програмою стажування у сільському господарстві. Є дві великі фахові групи українців: працівники у сільському господарстві та працівники у галузі комп'ютерних технологій. Переважно всі студенти -українці в Данії групуються регіонально та за місцем походження. Натепер громади організовано у містах Копенгаген, Ікаст, Ольборг, Вайле, Рандерс.

## Організації

Погруддя Тараса Шевченка в Копенгагені

Першою українською організацією в Данії, у 1992 році, було засновано Дансько-Українське товариство, що спрямовує свою діяльність на укріплення політичних, економічних, культурових та людських зв'язків між Данією та Україною. Дансько-Українське Товариство інформує про стан справ в Україні, працює над тим аби посилити зв'язки між Данією та Україною, поширити обізнаність датчан із українською історією, мовою, культурою. Дансько-Українське Товариство (ДУТ) є здебільшого данським об'єднанням, але відкрите також для тутешніх українців та всіх інших, котрих цікавить данське співробітництво з Україною, поширення обізнаності данців з українських справ та інтеграція в данське суспільство. Жіночий клуб ДУТ працює зокрема над інтеграцією українських жінок у Данії. ДУТ є членом Європейського Конґресу Українців (ЕКУ) та Комітету культурної взаємодії іноземних об'єднань (KUKS). за ініціативи товариства 24 вересня 2010 року в данській столиці відбулося урочисте відкриття погруддя поета Тараса Шевченка
У 2012 році від ДУТ відокремилося молодіжне крило і було засновано молодіжну організацію «Ластівка». Зараз діє декілька гілок організації у Копенгагені, Рандерсі, Ікасті. За даними організації — вона є насьогодні однією з найбільших українських організацій Данії. Її члени прагнуть об'єднати українців та прихильників української культури в інформаційній, культурній та суспільно-громадській площині. Учасники організації влаштовують спільні святкування Різдва, Великодня, Дня Незалежності тощо. 2015 року створено літній табір для дітей українських військовиків — учасників АТО, який діє у містах Копенгаген, Ольборг та Ікаст. «Ластівкою» організовано українські суботні школи в Копенгагені, Ольборзі, Ікасті, Рандерсі.
У 2014 році була заснована благодійна організація Bevar Ukraine / Бевар Україна (Збережи Україну). Ця організація стала реакцією української діаспори та жителів Данії на події, що відбувалися на Майдані, в Криму та на Сході України. Все почалося з медичних і гуманітарних вантажів для підтримки вимушених переселенців та військових, що постраждали внаслідок війни на сході України. З часом діяльність волонтерської спілки поширилась на інші регіони України і переросла в системну допомогу саме в ті частини України, де вона вкрай необхідна. Основними отримувачами допомоги стали медичні та освітні заклади, сиротинці, заклади для людей похилого віку. В 2019 році спілка налічувала 350 зареєстрованих членів, та є однією з найбільших українських організацій в Данії, котра має п'ять відділень в різних куточках Данії. Інформацію про організацію можна знайти на офіційному сайті спілки https://bevarukraine.dk/uk/.
У 2015 році було створено Українську Молодіжну організацію «Файно», яка є організацією нової хвилі. Її членами є в основному молоді активні професіонали. Діяльність організації сфокусовано на представленні України як повноцінної європейської держави з багатою культурою а також комунікація з Посольством України в Данії. У доробку організації, за її відносно короткий час існування:
- Декілька проектів по програмі Ерасмус;
- Різноманітні кінопокази сучасних українських художніх і документальних фільмів;
- Організація зустрічей з видатними діячами української науки і культури;
- Відкриття української бібліотеки при Посольстві України в Данії;
- Популяризація України на данському телебаченні
- Постійна організація святкувань, таких як День Незалежності, Різдво, тощо, а також зустрічей української діаспори у Данії

Іншими організаціями. що об'єднують данських українців та популяризуються українські традиції й культуру є "Клуб «Україна» у м. Вайле (на чолі з тернополянкою Ольгою Волковою), який добре відомий організацією благодійних концертів за участі зірок української естради для збору коштів на лікування хворих діток; «Ua-Dk» — організація українців переважно з південної Ютландії. Також помагають нужденним в Україні.
Також створено організацію «Hjælp syge børn» («Допоможи хворим дітям»). «Hjælp syge børn» опікується дітками зі захворюваннями підшлункової залози, печінки, бульозним епідермолізом.
У листопаді 2014 року була створена дацько-українська спілка, членами якої переважно є працівники на данських фермах.
Значну роль відіграє Українська греко-католицька церква. Отець Василь Тихович сформував осередок українців у Данії, певним чином, ініціювавши появу великої кількості різноманітних організацій. Завдяки його багатогранній праці, греко-католицька церква дуже популярна серед християн різних конфесій, вона гуртує молодь.